# Kościół w Walii
Kościół w Walii (ang. Church in Wales, wal. Yr Eglwys yng Nghymru) – Kościół chrześcijański działający w Walii i grupujący tamtejszych anglikanów. Członek wspólnoty anglikańskiej, Światowej Rady Kościołów oraz Wspólnoty Poorvo. Liczy 78 tysięcy wiernych. 

## Historia i organizacja

### Relacje z Kościołem Anglii
Kościół powstał w wyniku wyłączenia czterech walijskich diecezji Kościoła Anglii. Ustawa w tej sprawie (Welsh Church Act) została uchwalona przez Parlament Wielkiej Brytanii w 1914, jednak ze względu na I wojnę światową weszła w życie dopiero w 1920. W latach 1921–1923 uzyskał swoją obecną strukturę terytorialną, na którą składa się sześć diecezji. Kościół Anglii i Kościół w Walii zachowują bliskie związki teologiczne i organizacyjne, zaś duchowieństwo ma możliwość swobodnego przechodzenia między diecezjami obu tych prowincji. Dotyczy to również biskupów, np. abp Rowan Williams w latach 1992-2002 był biskupem Kościoła w Walii, zaś w 2002 został arcybiskupem Canterbury. Podstawowa różnica między obiema prowincjami dotyczy ich stosunku do państwa - o ile Kościół Anglii ma status państwowego, zaś w powoływaniu jego biskupów biorą udział władze państwowe, o tyle Kościół w Walii cieszy się pełną autonomią względem władz świeckich. Kobiety mogą być wyświęcane na diakonów i prezbiterów Kościoła w Walii od 1997 roku. Od 2013 dopuszcza się również udzielanie kobietom sakry biskupiej.

### Ciało Zarządzające i Ława Biskupów
Najwyższą władzę w Kościele sprawuje jego Ciało Zarządzające (Governing Body), złożone ze 143 członków podzielonych na trzy izby. Pierwszą izbę tworzą wszyscy urzędujący biskupi diecezjalni. Druga izba przeznaczona jest dla pozostałych członków duchownych i liczy 51 miejsc. Największa liczebnie izba grupuje 86 przedstawicieli świeckich. Większość członków izby duchownych i świeckich pochodzi z wyborów organizowanych na poziomie diecezji. Najważniejsze decyzje wymagają uzyskania większości nie tylko w całym Ciele, lecz również w każdej z trzech grup członków. Ciało Zarządzające spotyka się zwykle na dwóch posiedzeniach w roku.  
Izba biskupów, nazywana oficjalnie Ławą Biskupów (Bench of Bishops), zbiera się na samodzielnych posiedzeniach 4-6 razy w roku i podejmuje decyzje w ogólnokościelnych kwestiach bieżących, m.in. dotyczących koordynacji duszpasterskiej i liturgicznej czy też wypracowywania stanowiska w bieżących sprawach publicznych wymagających oceny etycznej. Ława ma również prawo powoływania biskupów pomocniczych dla poszczególnych diecezji lub dla całego Kościoła. 

### Biskupi
Każdą z sześciu diecezji Kościoła w Walii kieruje biskup diecezjalny, wybierany przez diecezjalne kolegium elektorów. Każde z kolegiów liczy 47 członków dobieranych według następującego klucza:
- 5 biskupów diecezjalnych (biskupi zasiadają w kolegiach we wszystkich diecezjach oprócz własnej, ponieważ nie mogą brać udziału w wyborach własnego następcy)
- 21 duchownych, w tym sześciu z diecezji, którą obejmuje dane kolegium, i po trzech z każdej z pozostałych diecezji
- 21 świeckich, w tym sześciu z diecezji, którą obejmuje dane kolegium, i po trzech z każdej z pozostałych diecezji[3]

Najwyższym dostojnikiem kościelnym jest arcybiskup Walii, którego biskupi diecezjalni wybierają z własnego grona. Arcybiskup pozostaje zwierzchnikiem swojej dotychczasowej diecezji, ale oprócz tego zostaje anglikańskim prymasem Walii i zarazem jej metropolitą. W przypadku zaistnienia wakatu w którejkolwiek z diecezji, arcybiskup zostaje z urzędu jej administratorem do czasu wyboru nowego biskupa. W praktyce status arcybiskupa wśród biskupów diecezjalnych ma charakter primus inter pares.

### Diecezje
Sześć diecezji Kościoła w Walii to:
- diecezja Bangor
- diecezja Llandaff
- diecezja Monmouth
- diecezja St David's
- diecezja St Asaph
- diecezja Swansea i Brecon

Podział Walii na diecezji anglikańskie

Diecezje dzielą się na archidiakonie, one z kolei na dekanaty, te zaś na parafie. Wszyscy duchowni Kościoła w Walii mają prawo sprawowania liturgii zarówno po angielsku, jak i w języku walijskim.